# Любовь на кончиках пальцев
«Любовь на кончиках пальцев» (фр. Populaire) — французский художественный фильм 2012 года, снятый режиссёром Режисом Руансаром.

## Сюжет
Действие фильма происходит в 1958-1959 гг.
Роза живёт в глухой французской провинции с отцом. Она обручена с самым завидным холостяком городка и обречена до конца дней своих вести тихую и скромную жизнь среднестатистической домохозяйки. Всё меняется, когда Роза, устраивается на работу к очаровательному и амбициозному Луи. Он обнаруживает у девушки способности к машинописи и обучает ее по собственному методу слепому набору. Роза делает невероятные успехи. Выиграв несколько соревнований, она пробивается на чемпионат Франции по скоростному набору. Перед финальным раундом Луи пытается растормошить Розу, сказав, что на тренировках она показывала скорость выше, чем ее противник, но он скрывал это от нее. Разозлившись, девушка развивает скорость свыше 500 знаков в минуту и выигрывает титул. Перед Розой открывается карьера, с ней готовы заключить рекламные контракты ведущие производители пишущих машинок. Однако она поссорилась с Луи. Розе предстоит подготовка к борьбе за титул чемпионки мира.
Перед финальным туром, когда Роза отстает от конкуренток в зале соревнований в Нью-Йорке неожиданно появляется Луи. Он понимает, что нужен Розе. Любовь возвращается и помогает Розе выиграть титул.

## В ролях
- Дебора Франсуа — Роза Памфиль
- Ромен Дюрис — Луи
- Беренис Бежо — Мэри Тейлор
- Шон Бенсон — Боб Тейлор
- Мелани Бернье — Анни
- Феодор Аткин — Андре Жапи
- Николя Бедос — Жильбер Жапи
- Эдди Митчелл — Жорж Эшар
- Миу-Миу — Мадлен Эшар
- Фредерик Пьеро — Жан, отец Розы
- Доминик Реймон — мадам Шорофски

## Награды и номинации
Фильм получил пять номинаций на премию «Сезар» и выиграл приз зрительских симпатий на Международном кинофестивале в Сан-Франциско.